# Charles Saumagne
Charles Saumagne, né le 11 août 1890 à Sousse et mort le 26 avril 1972 à Tunis, est un avocat, historien et archéologue français.

## Biographie
Après une formation mixte en droit et lettres à Paris, il entre dans l'administration du protectorat français de Tunisie. Tout en poursuivant en parallèle de nombreuses recherches, tant en droit qu'en histoire et en archéologie, il se sert pour la première fois de la photographie aérienne en archéologie, dans les années 1930, découvrant ainsi la centuriation romaine de la Tunisie. En 1952, il découvre incidemment le site de Kerkouane avec Pierre Cintas, même si la paternité de la découverte a fait l'objet d'une polémique entre les deux savants.
Il s'implique fortement dans l'administration du protectorat en élaborant notamment des textes destinés à améliorer la situation des agriculteurs tunisiens. Exclu de l'administration active par le régime de Vichy pour ne pas avoir voulu prêter allégeance au maréchal Pétain, il commence une carrière d'avocat pendant la Seconde Guerre mondiale, puis reprend une mission d'inspecteur général des services administratifs de 1943 à 1956[réf. nécessaire], date à laquelle il prend sa retraite. Durant cette période, il est nommé secrétaire général du gouvernement tunisien, ce qui faisait de lui la seconde personnalité de l'administration derrière le résident général.
Humaniste très attaché à sa Tunisie natale, il contribue au passage vers l'indépendance ; son amitié pour Habib Bourguiba en fait un médiateur important lors des négociations menant à l'autonomie interne de la Tunisie en 1955, puis à l'indépendance du pays en 1956.
Il a été membre correspondant de l'Académie des inscriptions et belles-lettres et commandeur de la Légion d'honneur.

## Publications
- Carthage (Foi punique, L'anneau, Après Zama), éd. Frédéric Weber, Tunis, 1907 (nouvelles)
- « Inscription de Carthage », Bulletin archéologique du Comité des travaux historiques et scientifiques, 1908, p. CCLIX-CCLX
- « Les basiliques cypriennes », Revue archéologique, II, 1909, p. 188-202
- « Sur une inscription de Tunisie », Bulletin archéologique du Comité des travaux historiques et scientifiques, 1910, p. CLXXX
- « Étude sur la propriété ecclésiastique à Carthage d'après les novelles 36 et 37 de Justinien », Byzantinischer Zeitschrift, XXII, 1912, p. 77-87
- « Autel de la Gens Augusta découvert à Carthage », Bulletin archéologique du Comité des travaux historiques et scientifiques, 1919, p. CLXXXVI-CXC
- « Cippe à la Mère des Dieux découvert à Carthage », Bulletin archéologique du Comité des travaux historiques et scientifiques, 1919, p. XCVI-XCVIII

## Distinctions
- Commandeur de la Légion d'honneur